# پروتئین اسپایک کروناویروس
پروتئین اسپایک  (گاهی اوقات نیز گلیکوپروتئین اسپایک، که قبلاً به عنوان E2 نیز شناخته می‌شد) بزرگترین پروتئین از چهار پروتئین ساختاری اصلی موجود در کروناویروس‌ها است. پروتئین اسپایک به سه قسمت تقسیم می‌شود که ساختارهای بزرگی به نام اسپایک یا پپلومر تشکیل می‌دهند، و از سطح ویریون بیرون می‌آیند. ظاهر متمایز این اسپایک‌ها با استفاده از میکروسکوپ الکترونی عبوری، " تاج خورشیدی " را یادآور می‌شود که نام این ویروس را به خانواده ویروس‌ها می‌دهد.
عملکرد پروتئین اسپایک واسطه ورود ویروس به سلول میزبان است، ابتدا با مولکولهای موجود در سطح بیرونی سلول و سپس غشای ویروسی و سلولی را در هم آمیخته‌است. پروتئین اسپایک یک پروتئین ترکیبی کلاس I است که شامل دو ناحیه معروف به S1 و S2 است که وظیفه این دو عملکرد را بر عهده دارد. منطقه S1 شامل دومین پروتئین اتصال گیرنده است که به گیرنده‌های روی سطح سلول متصل می‌شود. ویروس‌های کرونا از طیف وسیعی از گیرنده‌ها استفاده می‌کنند. سارس کووید (که باعث سارس می‌شود) و سارس کووید ۲ (که باعث کووید ۱۹ می‌شود) هر دو با آنزیم ۲ مبدل آنژیوتانسین ۲ (ACE2) تعامل دارند. ناحیه S2 شامل پپتید همجوشی و دیگر زیرساختهای همجوشی لازم برای همجوشی غشایی با سلول میزبان یک مرحله لازم برای عفونت و تکثیر ویروسی است. پروتئین اسپایک محدوده میزبان ویروس (چه موجوداتی را می‌تواند آلوده کند) و تروپیسم سلولی (کدام سلول‌ها یا بافت‌ها را می‌تواند درون یک موجود زنده آلوده کند) تعیین می‌کند.
پروتئین اسپایک بسیار ایمونوژنیک است. پادتنهای ضد پروتئین اسپایک در بیماران بهبود یافته از سارس و کووید ۱۹ یافت می‌شود. آنتی‌بادی‌های خنثی کننده ااپیتوپها را در حوزه اتصال گیرنده هدف قرار می‌دهند. هدف بیشتر تلاش‌های توسعه واکسن کووید-۱۹ در پاسخ به دنیاگیری کووید-۱۹ تقویت دستگاه ایمنی بدن در برابر پروتئین اسپایک است.
پروتئین‌های اسپایک ویروس سارس کووید ۲ با اتصال به سلول‌های سالم در آلوده شدن میزبان نقش دارند و این بخش از ویروس نقشی اساسی در خود بیماری نیز دارد و به سیستم عروقی آسیب می‌رساند و به سطح سلول حمله می‌کند. این اتفاق نظر وجود دارد که سارس کووید ۲ بر سیستم عروقی تأثیر می‌گذارد و پروتئین اسپایک در آسیب رساندن به سلول‌های اندوتلیال عروقی نقش دارد. ویروس کووید دارای «پروتئین اسپایک» معروفی است که از آن به عنوان کلیدی برای بازکردن ورودی به سلول‌های بدن ما استفاده می‌کند و ۲۸ پروتئین دیگر که برای ربودن سلول‌های ما و ایجاد هزاران نسخه از خود به آن‌ها نیاز دارد.

## ساختار
پروتئین اسپایک بسیار بزرگ است، اغلب شامل ۱۲۰۰–۱۴۰۰ اسید آمینه طول دارد. ۱۲۷۳ باقی مانده در کروناویروس سندرم حاد تنفسی ۲ است. این یک پروتئین غشایی تک گذری است که دارای یک دم کوتاه ترمینال C در داخل ویروس، یک مارپیچ غشایی و یک اکتودوماین بزرگ انتهایی N است که در قسمت بیرونی ویروس قرار دارد.

## کارکرد
| گونه‌ها                         | جنس             | گیرنده                   | ارجاع         |
| ------------------------------ | --------------- | ------------------------ | ------------- |
| کروناویروس انسانی ۲۲۹ئی        | آلفاکرونا ویروس | آمینوپپتیداز N           | [ ۱۸ ] [ ۱۹ ] |
| کروناویروس انسانی ان‌ال۶۳       | آلفاکرونا ویروس | آنزیم ۲ مبدل آنژیوتانسین | [ ۵ ] [ ۲۰ ]  |
| کروناویروس انسانی اچ‌کی‌یو۱      | بتاکورو ویروس   | ان-استیل نورامینیک اسید  | [ ۲۱ ] [ ۲۲ ] |
| کروناویروس انسانی اوسی۴۳       | بتاکورو ویروس   | ان-استیل نورامینیک اسید  | [ ۲۳ ]        |
| کروناویروس مرس                 | بتاکورو ویروس   | دیپپتیدیل پپتیداز -۴     | [ ۵ ] [ ۲۴ ]  |
| سندرم حاد تنفسی حاد کروناویروس | بتاکورو ویروس   | آنزیم ۲ مبدل آنژیوتانسین | [ ۵ ] [ ۲۵ ]  |
| کروناویروس سندرم حاد تنفسی ۲   | بتاکورو ویروس   | آنزیم ۲ مبدل آنژیوتانسین | [ ۱۷ ] [ ۲۶ ] |

## واکنش به کووید ۱۹

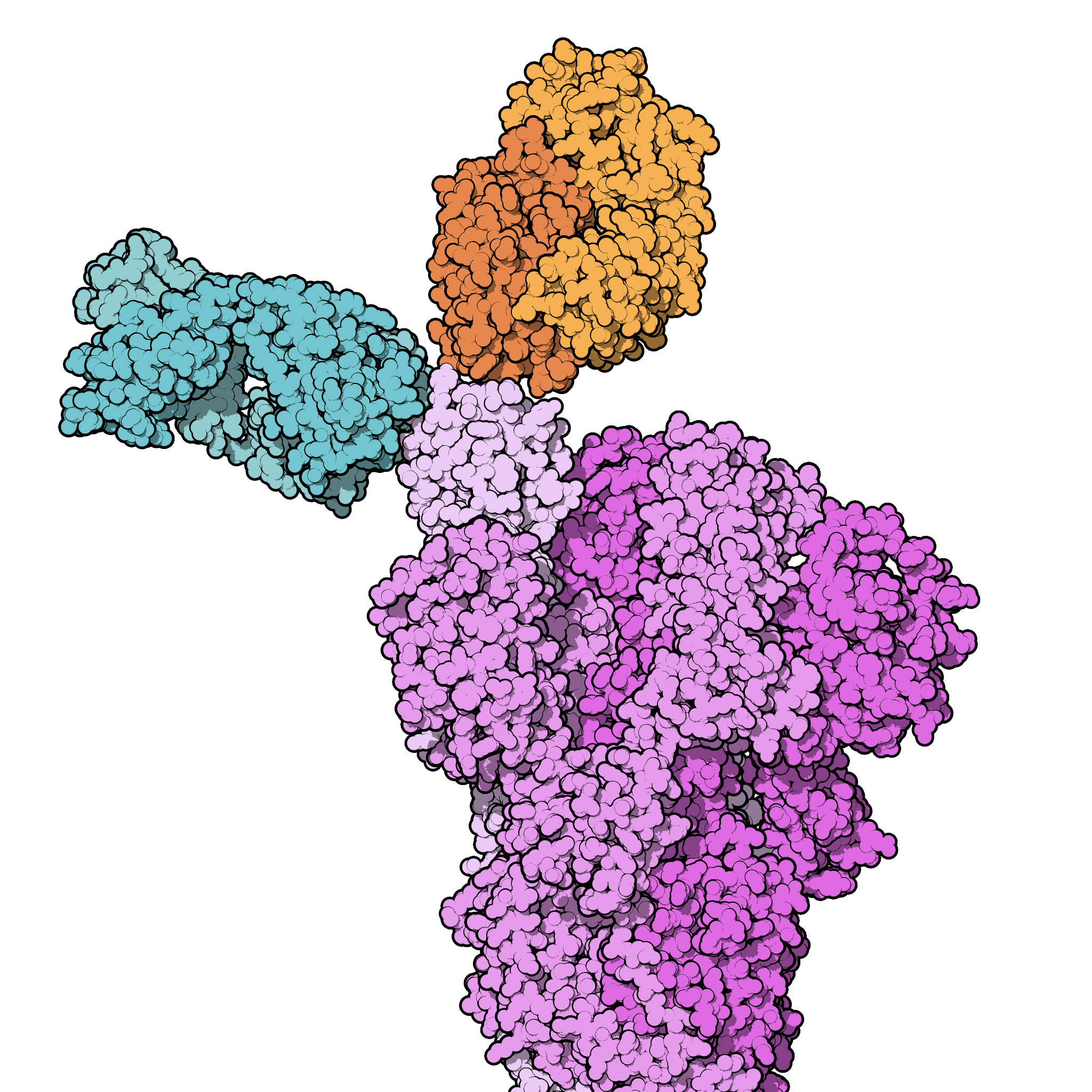
مدل پرکننده‌ی فضا از قطعات Fab آنتی‌بادی‌های مونوکلونال کازیریوییماب (REGN10933، آبی) و ایمدوییماب (REGN10987، نارنجی)، اجزای کوکتل آنتی‌بادی REGN-COV2، اتصال آن‌ها را به دامنه‌ی اتصال به گیرنده (صورتی کم‌رنگ) پروتئین اسپایک (صورتی متوسط/تیره) ویروس SARS-CoV-2 نشان می‌دهد، که مهار اتصال ویروس به سلول میزبان را منعکس می‌کند.

### واکسن‌ها
در پاسخ به دنیاگیری کووید-۱۹، تعدادی از واکسن‌های کووید-۱۹ با استفاده از فناوری‌های مختلف، از جمله واکسن‌های mRNA و واکسن‌های ناقل ویروسی ساخته شده‌اند. بیشتر توسعه واکسن پروتئین اسپایک را هدف قرار داده‌است.